# EIA-574

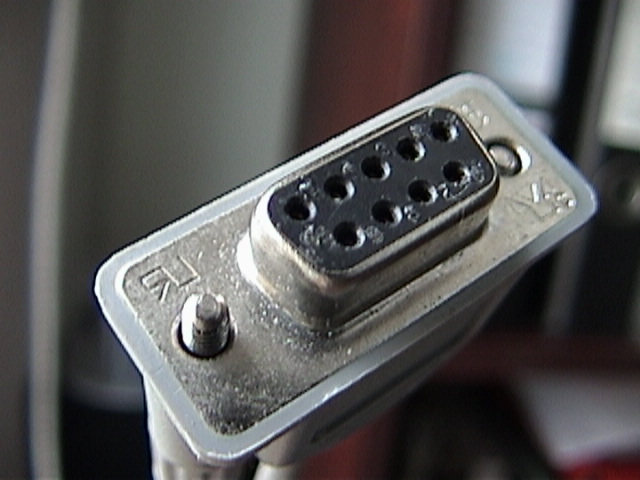
9ピンシリアルケーブルのプラグ

EIA-574とは正式名称をANSI/TIA/EIA-574-90といい、PC/AT互換機の9ピンシリアルポートの備えるべき物理的、電気的要件を定義した国際標準規格である。TIA-232F規格とは異なり非同期通信のみを定義した規格であり、デファクトスタンダードであるPC/ATのシリアルポートの機能・構造を追認した形となっている。

## 特徴
この端子が登場した当時、IBM-PCは使用される表示装置としてEGA/CGAを用いており、それとの接続にも9接点のD-Sub端子を用いられていた。通常、接点の折損に備え交換が容易なケーブル側に雄型の端子を用いるのであるが、表示装置との誤接続を防ぐため機器側が雄型の端子となっている。
またこの端子はシリアルマウスや低速モデムなどの同期通信を必要としない機器を接続することを目的に装備されたため、同期通信関連の機能が省略され、9本の接点を備えることとなった。